# Оуян
Оуян (кит. трад. 歐陽, упр. 欧阳, пиньинь Oūyáng, распространена в написаниях Ouyang, Owyang, Au Yong, Auyong, Auyang, Au Yeung, Au Ieong, Ao Ieong, Oyong, O'Young, Auwjong, Ojong, Owyong, Au Duong) — одна из широко распространённых китайских фамилий. Не входит в 200 самых популярных китайских фамилий. Остаётся одной из 20 с небольшим китайских фамилий из 2 иероглифов. 

## Ареал
Это традиционно южнокитайская фамилия, распространённая по всему Китаю, также во Вьетнаме и диаспорах в Индонезии, США и других странах.

## Происхождение
Оуян Сю возводил происхождение фамилии и рода к князю Ди из царства Юэ, который, после уничтожения Юэ царством Чу в Период Сражающихся царств, поселился у горы Оую (欧余山) на территории современного Чжэцзяна и взял фамилию по месту жительства.
Согласно традиции, такое происхождение предполагает прямую связь с истоками китайского народа: царь Уцзян (无疆), отец Ди, считается потомком Великого Юя.

## Профессиональная династия
Носители данной фамилии играли и играют значительную роль в жизни Китая и других стран, в первую очередь как учёные и литераторы. Из них наиболее известен государственный деятель, литератор и историк Оуян Сю (1007—1072).
Кроме него видную роль сыграли государственный каллиграф Оуян Сюнь (557—641), историк и литератор Оуян Сюань (1283—1358), реформатор буддизма Оуян Цзинъу (1871—1943), и другие.

## Представители
Также значительную энциклопедическую значимость по факту наличия в энциклопедиях имеют:
- Оуян Дэ (Проект:Словники/Китайская философия)
- Оуян Цзинь (Проект:Словники/Китайская философия)
- Оуян Цзыюань (р.1935) — глава китайской лунной программы
- Оуян Шань (кит. 歐陽山) (1908—2004) — китайский (КНР) писатель, подвергался репрессиям за «мелкобуржуазность» (Проект:Словники/БСЭ/114)
- Оуян Шэн (Проект:Словники/Китайская философия)
- Оуян Сю
- Оуян Сюань
- Оуян Сюнь
- Оуян Цзинъу
- Оуян Шафэй (кит. 歐陽莎菲) (1923—2010) — актриса.

## См.также
- Сто фамилий